# Bremische Deutsche Gesellschaft
Die Bremische Deutsche Gesellschaft (auch Bremische Teutsche Gesellschaft) war eine patriotische Sprach- und Gelehrtengesellschaft in Bremen des 18. Jahrhunderts, die im Sinne der Aufklärung die Pflege der Geschichte, Literatur, Rhetorik und Poesie „zum Nutzen der Menschen“ zum Ziel hatte.
Die Bremische Deutsche Gesellschaft wurde von zwölf Studenten des Gymnasium Illustre unter Leitung von  Samuel Christian Lappenberg, Subrektor an der Bremer Domschule, am 1. Februar 1748 nach dem Vorbild der 1727 in Leipzig entstandenen Deutschen Gesellschaft gegründet. Die Mitgliederzahl wuchs in der Folge auf knapp 70 Personen an, von denen fast alle aus gelehrten Kreisen stammten. Man traf sich zunächst im Gewerbehaus und später in der Alten Börse.  Zwischen 1767 und 1771 gab die Gesellschaft das Bremisch-Niedersächsische Wörterbuch in fünf Bänden heraus, darüber hinaus veröffentlichte sie eine Reihe von Vorträgen des bekannten Bremer Gelehrten Johann Philipp Cassel. Zu ihren Förderern gehörte unter anderem Volkhard Mindemann, der von 1749 bis zu seinem Tod im Jahr 1781 Bremer Bürgermeister war.
1793 wurde die Bremische Deutsche Gesellschaft aufgelöst.

## Veröffentlichungen
- Bremisch-Niedersächsisches Wörterbuch. (Digitalisat)